# Commenda
Commendan var ett medeltida handelskontrakt för kommersiella sjöexpeditioner som utvecklades i Italien runt 1200-talet och var en tidig form av företagande. Commendan var i huvudsak som aktiebolag för finansieringen av en enda expedition. 

## Funktion
Commendan har beskrivits som en grundläggande innovation i finans- och handelshistorien. Commendan var ett partnerskap mellan en investerande partner (kallad commendator eller socius stans) och en resande partner (kallad tractator eller socius procertans). Den investerande partnern skulle tillhandahålla kapital och den resande partnern skulle driva ett kommersiellt företag (i allmänhet sjötransport), startkapitalet skulle återföras till den investerande partnern och de återstående vinsterna skulle sedan delas upp.
Commendan var ett avtal mellan en investerande partner och en resepartner att bedriva ett kommersiellt företag, vanligtvis utomlands.

## Olika villkor
Villkoren för partnerskapet varierade och kategoriseras vanligtvis av moderna historiker som ensidiga kontrakt och bilaterala kontrakt, baserat på andelen bidrag och vinster mellan parterna.
- Ensidigt kontrakt: där den investerande partnern skulle bidra med kapitalet och en resande partner inget; vinsten skulle delas på tre fjärdedelar för den investerande partnern och en fjärdedel för den resande partnern.[1] Den investerande partnern bar allt ansvar för förlust, medan den resande partnern inte bar något. Stadgarna för Marseille från staten 1253 skyddade den resande partnern mot stämningar efter skeppsbrott eller fångst av fartyget. Det kallades commendatio i Venedig.
- Bilateralt kontrakt, där investeraren skulle sätta upp två tredjedelar av kapitalet och resepartnern en tredjedel, och vinsten skulle fördelas jämnt.[1] Den investerande partnern bar två tredjedelar av eventuell förlust, medan resepartnern stod för en tredjedel. Det kallades colleganza eller collegantia i Venedig och societas i Genua. Bilaterala kontrakt var känd i Venedig som collegantia eller colleganza.[9]

Motsvarande upplägg gjordes för andra liknande upplägg som exempelvis för Ostindienfarare och slavhandeln i Amerika.
Varje enskilt kontrakt var olika, och ibland var investeringen en andel i ett fartyg och ibland var det en hel grupp finansiärer.

## Historik
Ursprunget till commendan diskuteras och kommer troligen från flera källor, inklusive den babyloniska tapputûm, den grekisk-romerska societas consensu contracta och foenus nauticum , den bysantinska chreokoinonia, den muslimska qirad, och den judiska 'isqa. Även om det har prejudikat i dessa tidigare typer av kontrakt, commendan har sina egna särdrag. Det första omnämnandet av den venetianska colleganza dateras till 1073, men den hade använts sedan 900-talet. På 1100-talet hade commendatio ersatt colleganza i Venedig.